# باربنهایمر

پوسترهای ساختهٔ طرفداران برای رویداد باربنهایمر به صورت آنلاین منتشر گردیده‌اند. پوستری که به تصویر کشیده شده‌است، توسط شان لانگمور ساخته شده و در توییتر وایرال شده‌است.

باربنهایمر (به انگلیسی: Barbenheimer، ‎/ˈbɑːrbənˌhaɪmər/‎)، یک رویداد اینترنتی در زمینه سینما بود که در سال ۲۰۲۳ رخ داد. پس از آنکه اعلام گردید دو فیلم بلاکباستر مهم سال ۲۰۲۳ یعنی باربی و اوپنهایمر هردو در یک روز اکران عمومی خود را در آمریکا و جهان آغاز می‌کنند، شوخی‌های اینترنتی با این دو عنوان آغاز شد که آن‌ها را از نظر تفاوت سبک و محتوا مقایسه می‌کرد. این روند به مرور باعث خلق اصطلاح باربنهایمر شد که آمیزه‌سازی از اسامی دو فیلم است. سبک فانتزی کمدی و شاد باربی در مقابل فضای تیره و کاملاً بزرگسالانه اوپنهایمر تضادی بود که کاربران اینترنتی به وسیله آن، شوخی‌های متفاوتی خلق کردند. این رویداد اینترنتی باعث شد بسیاری از تماشاگران در سراسر جهان ترغیب شوند تا هردو فیلم را در یک روز و پشت سرهم تماشا کتند. ورایتی در گزارشی، باربنهایمر را «مهم‌ترین رویداد سینمایی سال» توصیف کرد.
هردو فیلم با نظرات بسیار مثبت منتقدان مواجه شد اما باربی در گیشه عملکرد بهتری داشت.
اگرچه این رویداد به‌عنوان یک شوخی دربارهٔ تفاوت‌های ظاهری دو فیلم آغاز شد، برخی نویسندگان به شباهت‌های این فیلم‌ها اشاره کرده‌اند؛ مثلاً هردو فیلم مفهوم نظری آنتروپوسن را کاوش می‌کنند، کارگردان‌های هردو فیلم نامزد جایزه اسکار شده‌اند، گروه بازیگر هردو فیلم ستاره‌های بزرگی‌اند و هردویشان توسط یک شرکت تولید فیلم با مشارکت همسران تهیه شده‌اند (لاکی‌چپ اینترتینمنت برای باربی و سینکاپی فیلمز برای اوپنهایمر).

## تاریخچه

### جدال تاریخ اکران
در اواخر ۲۰۲۰، میان دنیاگیری کووید-۱۹ که بر صنعت سینما اثر گذاشت، وارنر مدیا، شرکت مادر آن هنگام برادران وارنر پیکچرز، اعلام کرد که تمام فیلم‌هایی که قرار بود در ۲۰۲۰ اکران شوند را، منحصراً در سرویس استریم فیلم خود مکس منتشر خواهد کرد. این تصمیم در دسامبر ۲۰۲۰ توسط کارگردان کریستوفر نولان، که فیلم‌هایش از ۲۰۰۲ توسط برادران وارنر توزیع می‌شد، مورد انتقاد شدید قرار گرفت. در اعلامیه‌ای به هالیوود ریپورتر، نولان گفت: «برخی از بزرگ‌ترین فیلم‌سازان صنعت‌مان و مهم‌ترین ستارگان سینما شب پیش از این‌که فکر کنند برای بزرگ‌ترین استودیوی فیلم کار می‌کنند به رختخواب رفتند و از خواب بیدار شدند تا بفهمند برای بدترین سرویس استریم کار می‌کنند». او همچنین گفت که: «برادران وارنر حتی درک [نمی‌کنند] که چه چیزی را از دست می‌دهند [و] این تصمیم از لحاظ اقتصادی منطقی نیست.»
در نتیجه، نولان پس از ملاقات با چند استودیو در سپتامبر ۲۰۲۱ اعلام کرد که فیلم بعدی‌اش، اوپنهایمر را یونیورسال پیکچرز به جای برادران وارنر توزیع می‌کند. ماه بعد، یونیورسال اعلام کرد که فیلم را در ۲۱ ژوئیهٔ ۲۰۲۳ منتشر می‌کند.
همان‌طور که در دسامبر ۲۰۲۰ اعلام شد، برادران وارنر در ابتدا برنامه‌ریزی کرده بود که کایوت در برابر اکمی را در همان تاریخ منتشر کند. با این حال، در آوریل ۲۰۲۲، چیزی که هم‌اکنون زیرمجموعهٔ برادران وارنر دیسکاوری شده‌است، اعلام کرد که فیلم باربی هم در همان تاریخ اکران می‌شود و باید مستقیماً با اوپنهایمر رقابت کند. اختلاف نولان با برادران وارنر، دلیل اصلی این کار اعلام شد، اگرچه مایکل دلوکا و پملا ابدی، سرپرستان تازهٔ برادران وارنر، بعدها گفتند که آرزو دارند تا با نولان آشتی کنند؛ خبرگان گیشه پرسیدند که چرا وارنر از تغییر تاریخ اکران باربی خودداری کرد اگر آرزو دارند تا روابط خود را با نولان دوباره برپا کنند. وبگاه اینسایدر حدس می‌زد که برادران وارنر تصمیم گرفته‌است که فیلم مدت‌ها در حال توسعهٔ باربی را، مقابل آخر هفته ترجیحی نولان برای انتشار در میانهٔ ژوئیه منتشر کند، تا شاید انتقامی از نولان برای ترک برادران وارنر باشد؛ آغاز با شوالیهٔ تاریکی و به استثنای در میان ستارگان (که در اوایل نوامبر ۲۰۱۴، توسط پارامونت پیکچرز در ایالات متحده آمریکا و کانادا و توسط برادران وارنر به صورت جهانی منتشر شد) و تنت (که با تأخیر از تاریخ اصلی انتشار در ۱۷ ژوئیهٔ ۲۰۲۰، به دنبال دنیاگیری کووید-۱۹ منتشر شد)، فیلم‌های نولان در میانهٔ ژوئیه منتشر شدند.
بنا به گزارش‌ها، برادران وارنر با تصمیم‌شان برای اکران باربی و اوپنهایمر در یک تاریخ، نولان را آزار دادند. با این وجود، هنگامی که گزارشگر اینسایدر از نولان پرسید که آیا دلیل جدایی او از برادران وارنر، قطعاً تاریخ اکران باربی بوده‌است یا نه، نولان خندید و گفت که: «آمدن[م] برای این نبود تا به این پرسش پاسخ ده[م]»، وی افزود که سینماها هم‌اکنون «بازاری شلوغ با تعداد زیادی از فیلم‌های گوناگون [دارند…]، و آنانی از ما که به فیلم‌ها اهمیت می‌دهیم از این موضوع هیجان‌زده هستیم». هنگامی که از نولان دربارهٔ فیلم‌ها که تاریخ اکران یکسانی دارند پرسیده شد، نولان به گزارشگر آی‌جی‌ان گفت که: «[یک] بازار شلوغ اینجا [هست] و این فوق‌العاده است».

### ضد برنامه
رویداد اینترنتی باربنهایمر نمونه‌ای از یک ضد برنامه است. راهبرد بازاریابی‌ای که در آن دو فیلم کاملاً متفاوت، همزمان به عنوان فیلم اصلی منتشر می‌شوند که در رابطه با رویداد باربنهایمر، فیلم باربی در مقابل فیلم اوپنهایمر قرار گرفته‌است.
کاربران اینترنت به کنار هم قرار گرفتن فیلم‌ها اشاره کردند و در توییتر میم‌هایی را منتشر کردند. طراحان لباس در اتسی شروع به ایجاد کالا براساس رویداد باربنهایمر کردند. نسخه‌های اولیه این پیراهن‌ها مستقیماً از نشانه‌های فیلم‌ها استفاده می‌کردند و آن‌ها را در کنار هم قرار می‌دادند، در حالی که نسخه‌های بعدی از یک علامت با واژه «باربنهایمر» الهام گرفته از دو کلمه باربی و اوپنهایمر استفاده می‌کردند.